# Nectandra hirtella
Nectandra hirtella, la rarca moena, es una especie de fanerógama en la familia de Lauraceae. 
Es endémica de Perú. Especie arbórea, de dos lugares: una localidad en la selva central y otra distante 300 km al norte. Quizás haya subcolecciones de esta especie en el Parque nacional Yanachaga-Chemillén. Todo sujeto a fuerte deforestación, aunque las dos colecciones provienen aparentemente de bosques secundarios a lo largo de carreteras.

## Fuente
- World Conservation Monitoring Centre 1998. Nectandra hirtella. 2006 IUCN Lista Roja de Especies Amenazadas; 22 de agosto de 2007

- Datos: Q1334092